# 승평도정
승평도정 이윤(昇平都正 李潤, 1647년 ∼ 1676년)은 조선중기의 왕족으로 덕흥대원군의 증손이며, 종실 진양군 이담령(珍陽君 李聃齡)의 3남이다.

## 생애
조선중기의 왕족으로 본관은 전주, 휘는 윤(潤)이다. 덕흥대원군의 증손이며, 선조의 백형 하원군의 손자이다. 아버지는 종실 진양군 이담령(珍陽君 李聃齡)이고, 어머니는 양녀(良女) 예현(禮賢)이다.
부인은 음성인(陰城人) 박준영(朴俊英)의 딸로 신부인 음성박씨(愼夫人 陰城朴氏)이다.
진양군의 3남으로 정해(丁亥) 1647년(인조 25) 탄생하였다. 초수 승평부수(昇平副守)에 책봉되고, 승평도정(昇平都正)에 봉작을 받았다.
1669년(현종 10) 2월 23일 사은(謝恩) 받았고, 1676년(숙종 2) 3월 25일 명선대부(明善大夫) 승평도정(昇平都正)에 봉작받고, 이해 4월 4일 사은(謝恩) 받았다.
병진(丙辰) 1676년(숙종 2) 9월 3일 향년 30세로 별세하여 경기도 시흥시 장사리 임좌로 예장하였다.

## 가족관계
- 아버지 : 진양군 이담령(珍陽君 李聃齡)
- 어머니(계모) : 현부인 평산신씨(縣夫人 平山申氏, 1598년 - 1666년), 평산인(平山人) 신업(申砐)의 딸.
- 어머니(생모) : 양녀(良女) 예현(禮賢)
- 부인 : 신부인 음성박씨(愼夫人 陰城朴氏), 음성인(陰城人) 박준영(朴俊英)의 딸.
  - 아들(양자) : 이시욱(李時郁), 동복동생 종실 흥평부수 이영(興平副守 李瀛)의 장남.
  - 딸 : 이석애(李碩愛)